# 曾我野藩
曾我野藩（そがのはん）は、明治維新期のごく短期間、下総国千葉郡曾我野村（現在の千葉県千葉市中央区蘇我）に藩庁を置いて存在した藩。版籍奉還後の1870年、下野高徳藩が管轄地を移されて成立したが、翌1871年に廃藩置県を迎えた。

## 歴史

### 前史
江戸時代、曾我野村は房総往還が通過するとともに「曾我野浦」と呼ばれる湊の所在地として栄えた。戊辰戦争中の慶応4年/明治元年閏4月、房総では新政府軍と旧幕府軍（徳川義軍府）との間で戦闘が展開された（五井戦争参照）が、交通の要衝であった曾我野にも新政府軍が駐屯している。曾我野村は江戸時代には幕府直轄領・旗本領の相給であったが、明治2年（1869年）に葛飾県の管轄となった。
知藩事を務めた戸田家はもともと下野宇都宮藩主家の一門重臣で、慶応2年（1866年）に宇都宮藩からの分知を受けた戸田忠至が高徳藩1万石の藩主となったという、幕藩体制下で最後に生まれた大名家である。高徳藩の領地は下野国および河内国内にあった。

### 立藩から廃藩まで
版籍奉還後の明治3年（1870年）3月、高徳藩は従来の藩領を収公され、かわって下総国千葉郡・印旛郡内で1万1139石余を管轄することとなった。この時の知藩事は戸田忠綱（忠至の子）。藩領の人口は1万人あまりであった。
翌明治4年（1871年）7月14日の廃藩置県によって曾我野藩は曾我野県となり、同年11月13日に曾我野県は廃止されて印旛県に統合された。

## 知藩事
戸田家
旧譜代、1万1200石
1. 忠綱（ただつな）

## 領地

### 廃藩時点の領地
- 下総国
  - 千葉郡のうち - 23村（旧佐倉藩領9村、旗本戸田氏領14村を編入）

### 曾我野村と曾我野陣屋
曾我野浦は、元禄時代にはすでに見られる港であった。現在の千葉市域の東京湾沿岸には、ほかに検見川湊・登戸浦といった港が元禄期に存在しており、寒川浦や浜野浦・村田浦も発展する（千葉港#歴史も参照）。曾我野浦では上総国東部の東金や九十九里沿岸から馬の背で輸送された〆粕・干鰯・年貢米・鮮魚などを荷受けし、五大力船で江戸に廻送した。なお、曾我野の湊は、明治後期の鉄道敷設によって物資輸送が海運から鉄道輸送へ移行したことで急速に衰えることになる。
1889年（明治22年）の町村制施行とともに、曾我野村は今井村などの村とともに「蘇我野村」を編成、曾我野はその大字となって役場が置かれる。翌1890年（明治23年）に蘇我野村は町制を施行するとともに「蘇我町」と改称、1896年（明治29年）に開業した鉄道駅は「蘇我駅」を称した。1937年（昭和12年）に蘇我町は千葉市に編入され、翌1938年（昭和13年）に大字「曾我野」は「蘇我町」一丁目および二丁目に改められた。こうした経緯を経て「曾我野」という地名や漢字表記は廃れることとなった。21世紀の現在も地域に残るものとしては千葉曽我野郵便局がある。
藩庁として曾我野陣屋が設けられたが、所在については諸書に混乱がある。『房総における近世陣屋』（2013年）では、1876年（明治9年）の「蘇我野村字限図」をもとに、千葉市中央区蘇我三丁目の旧小字「陣屋」を所在地としている。付図によれば、都市計画道路3・3・124号蘇我町線、房総往還の旧道と京葉臨海鉄道臨海本線に囲まれた区域の中（都市計画道路3・5・75号新田町村田町線の未整備区間付近）に当たる。陣屋には土塁と堀がめぐらされたとされるが、跡地周辺は都市化が進んでおり、かつての敷地境界を示唆する道路の線形以外に陣屋の旧状は窺えない。

## 備考
- 明治3年（1870年）、政府が各藩に優秀な人材を貢進生として大学南校に送るよう命じた際、曾我野藩は高橋健三（1855年 - 1898年）を派遣している[17]。高橋家はもともと尾張藩で武術師範を務める家であったが、健三の父の高橋石斎は病弱であったために勤めを辞して書家となった[17]。石斎は戸田忠至に請われてその子の戸田忠綱・秋元興朝兄弟に書を教えたことから戸田家に仕えることになり、健三は忠綱・興朝兄弟の学友となった[17]。法律を修めた健三は、官報の創刊に関わり（1883年）、中央大学創設者の一人となり（1885年）[17]、友人の岡倉天心と共に雑誌『国華』を創刊し（1889年）、内閣書記官長を務める（1896年）など、官僚・ジャーナリスト・政治家として多彩な活動を見せた[17][18]。